# Friedrich Georg von Bunge
Friedrich Georg von Bunge, född 13 mars 1802 i Kiev, död 9 april 1897 i Wiesbaden, var en rysk (balttysk) rättshistoriker och urkundsutgivare; bror till Alexander von Bunge.
Bunge blev 1823 docent i juridik vid Dorpats kejserliga universitet, var 1831-65 professor där och bosatte sig sedermera i Tyskland. Han författade bland annat Das liv- und esthländische Privatrecht (två band, 1838-39; andra upplagan 1847-1848), Einleitung in die liv-, esth- und kurländische Rechtsgeschichte (1849), Das kurländische Privatrecht (1851), Baltische Geschichtsstudien (1875), Geschichte des Gerichtswesens und Gerichtsverfahrens in Liv-, Esth- und Kurland (1874), Das Herzogthum Esthland unter den Königen von Dänemark (1877). 
Tillsammans med Madai utgav han "Sammlung der Rechtsquellen Liv-, Esth- und Kurlands" (avdelning I, två band, 1845-1846) och "Theoretisch-praktische Erörterungen aus den in Liv-, Esth- und Kurland geltenden Rechten" (fem band, 1839-53); vidare utgav han "Archiv für die Geschichte Liv-, Esth- und Kurlands" (sju band, 1842-1854) samt de för forskaren oumbärliga arbetena "Esth- und livländische Brieflade" (två band, 1856-1861, tillsammans med Robert von Toll och Eduard Pabst) och "Liv-, esth- und curländisches Urkundenbuch" (sex band, 1853-1873; fortsatt av Hildebrand), omfattande tiden 1093-1423. Bunge var också huvudredaktör för "Dorpater Jahrbücher für Litteratur, Statistik und Kunst" (fem band, 1833-1835).